# ريكاردو ماركيزا
ريكاردو ماركيزا (بالإيطالية: Riccardo Marchizza)‏ (26 مارس 1998 بروما في إيطاليا - ) هو لاعب كرة قدم إيطالي في مركز الدفاع. لعب مع نادي روما.

## وصلات خارجية
- ريكاردو ماركيزا على موقع الاتحاد الأوربي (الإنجليزية)
- ريكاردو ماركيزا على موقع قاعدة بيانات كرة القدم.إي يو (الإنجليزية)
- ريكاردو ماركيزا على موقع Soccerway.com (الإنجليزية)
- ريكاردو ماركيزا على موقع عالم كرة القدم.نت (الإنجليزية)
- ريكاردو ماركيزا على موقع AS.com (الإسبانية)